# Justice Smith
Justice Elio Smith (9 de agosto de 1995) é um ator estadunidense. Ele é mais conhecido por seus papéis como Franklin Webb no filme de ficção científica de 2018 Jurassic World: Fallen Kingdom, Tim Goodman em Pokémon: Detetive Pikachu e Theodore em All the Bright Places ao lado de Elle Fanning.

## Vida Inicial
Smith nasceu em Anaheim, Califórnia. Seu pai é afro-americano e sua mãe é descendente de europeus. Ele é o quinto de nove irmãos. Smith se formou na Orange County School of the Arts em 2013 e se apresentou em shows em Orange County.

## Carreira
Em 2014, Smith apareceu na série de comédia de super-heróis da Nickelodeon, The Thundermans, interpretando Angus em dois episódios. Ele também apareceu na série de documentários da HBO Masterclass e em alguns vídeos do VlogBrothers. Em 2015, Smith teve um papel coadjuvante como Marcus "Radar" Lincoln em Paper Towns. O filme foi dirigido por Jake Schreier e lançado em 24 de julho de 2015 pela 20th Century Fox. Em 2016, Smith apareceu no papel principal de Ezekiel Figuero na série dramática musical da Netflix, The Get Down, durante a qual Smith empregou a técnica conhecida como método de atuação fixando residência em um apartamento dilapidado do Bronx. The Get Down estreou em agosto de 2016 e foi concluída em abril de 2017, sendo cancelada logo depois.
Em 2017, Smith estava na lista Forbes 30 Under 30. Smith também apareceu em Nova York, ao lado de Lucas Hedges, na produção teatral Off-Broadway de Yen, da dramaturga Anna Jordan. A produção foi exibida no Lucille Lortel Theatre a partir de janeiro de 2017 e encerrada em 4 de março de 2017. Em fevereiro de 2018, Smith co-estrelou Every Day como Justin, o namorado da personagem principal Rhiannon. Poucos meses depois, em junho de 2018, ele teve um papel importante na sequência do blockbuster de ficção científica Jurassic World: Fallen Kingdom.
Smith estrelou o Pokémon: Detetive Pikachu, um filme live-action baseado no videogame de mesmo nome. Ele estrelou ao lado de Elle Fanning em All the Bright Places, dirigido por Brett Haley a partir de um roteiro de Liz Hannah e Jennifer Niven, esta última autora do romance no qual o filme é baseado. As filmagens começaram no outono de 2018.
Justice Smith participou de uma adaptação para leitura ao vivo de The Importance of Being Earnest de Oscar Wilde e This is Our Youth de Kenneth Lonergan com Acting for a Cause, uma peça clássica ao vivo e uma série de leitura de roteiro, criada, dirigida e produzida por Brando Crawford durante a Pandemia de 2020 para ajudar a arrecadar fundos para instituições de caridade sem fins lucrativos, incluindo Mount Sinai Medical Center.

## Vida pessoal
Smith saiu como queer em um post no Instagram em 5 de junho de 2020, e disse que está em um relacionamento romântico com o ator Nicholas L. Ashe.

## Filmografia
| Ano  | Título                                   | Papel                  | Notas          |
| ---- | ---------------------------------------- | ---------------------- | -------------- |
| 2014 | Trigger Finger                           | Garoto na escola       |                |
| 2015 | Paper Towns                              | Marcus "Radar" Lincoln |                |
| 2016 | An Exploration in Blue                   | Theo                   | Curta-metragem |
| 2018 | Every Day                                | Justin                 |                |
| 2018 | Jurassic World: Fallen Kingdom           | Franklin Webb          |                |
| 2019 | Pokémon: Detetive Pikachu                | Tim Goodman            |                |
| 2020 | All the Bright Places                    | Theodore Finch         |                |
| 2020 | Query                                    | Jay                    | Curta-metragem |
| 2021 | The Voyeurs                              | Thomas                 |                |
| 2021 | Ron Bugado                               | Marc Wydell            | Voz            |
| 2022 | Jurassic World: Dominion                 | Franklin Webb          |                |
| 2023 | Dungeons & Dragons: Honra Entre Rebeldes |                        |                |
| 2025 | Now You See Me: Now You Don't            |                        | Pós-produção   |

| Ano       | Título        | Papel                  | Notas                         |
| --------- | ------------- | ---------------------- | ----------------------------- |
| 2014      | Masterclass   | Ele mesmo              | 1 episódio                    |
| 2016–2017 | The Get Down  | Ezekiel "Zeke" Figuero | Papel principal; 11 episódios |
| 2019      | Drunk History | Ptolemeu XIII          | Episode: "Bad Blood"          |
| 2021      | Generation    | Chester                | Elenco principal              |

| Ano  | Título     | Papel | Notas       |
| ---- | ---------- | ----- | ----------- |
| 2022 | The Quarry | Ryan  | Voz e Mocap |